# Szydłowiec
Șîdloveț (Szydłowiec) este un oraș în Polonia.